# Richard Barthelmess
Pour les articles homonymes, voir Barthelmess.
Richard S. Barthelmess, New York, 9 mai 1895 - Southampton, États-Unis, 17 août 1963, est un acteur américain qui a débuté au cinéma muet, avant de poursuivre sa carrière au parlant.
Il est l'un des fondateurs de l’Academy of Motion Picture Arts and Sciences en 1929. Il fut également producteur.

## Débuts
Fils d'une comédienne de théâtre, Caroline Harris (1867-1937), Richard grandit dans le milieu artistique. Il fait ses premiers pas au collège dans une troupe d'amateurs. C'est l'actrice russe Alla Nazimova, à qui la mère de Richard donne des leçons particulières d'anglais, qui l'encourage à entamer une carrière professionnelle d'acteur et lui donne sa chance. Il joue à ses côtés dans War Brides (en) d'Herbert Brenon en 1916. Ce rôle retient toute l'attention de D. W. Griffith, lequel lui fait signer un contrat de trois ans en 1919.

## Ascension

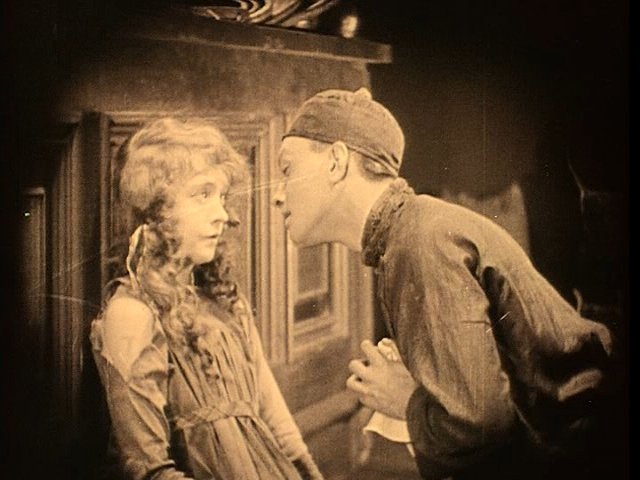
Richard Barthelmess dans le film Broken Blossoms avec Lillian Gish.

C'est le début d'une période faste pour Barthelmess qui devient rapidement une grande vedette grâce au Lys brisé, (1919) avec Lillian Gish. L'année suivante, il retrouve Gish dans À travers l'orage de David Griffith. Ce film contient une scène d'anthologie du cinéma muet : La fameuse lutte de Barthelmess contre les éléments naturels sur une rivière gelée où on le voit sautant d'un banc de glace à l'autre pour sauver Lillian Gish entraînée à la dérive.
Par la suite, il crée sa propre société de production, Inspiration Pictures, avec Charles Duell et Henry King. Il en sort David l'endurant en 1921 qui est un grand succès. Il incarne dans ce film un jeune montagnard qui prend la défense d'une communauté rurale contre des forçats en cavale. En 1929, il est nommé pour le meilleur acteur de la première cérémonie des Oscars pour Son plus beau combat (1927) et The Noose (1928), mais Emil Jannings lui ravit la place.
Le personnage du jeune campagnard courageux lui semble prédestiné, on le retrouve en 1928 dans The Little Shepherd of Kingdom Come. Cependant, il commence à être moins convaincant dans ce rôle, où, déjà trentenaire, il incarne un adolescent. C'est maintenant l'avènement du cinéma parlant, et avec lui, les premières difficultés d'adaptation pour Barthelmess, pas toujours à son aise face au débit rapide requis. Toutefois, il s'en sort plutôt bien dans La Patrouille de l'aube (1930), Le Dernier Vol (The Last Flight) de William Dieterle' (1931), Héros à vendre (Heroes for Sale, 1933) et Massacre (1934), et est très convaincant en aviateur perturbé dans Seuls les anges ont des ailes (1939) d'Howard Hawks.

## Vie privée
En 1920, il épouse l'actrice Mary Hay (1901-1957). Ils divorcent en 1927.
En 1928, il se remarie avec Jessica Stewart Sargent (1900-1965).

## Fin de carrière
Malgré ces films, un déclin s'est amorcé dans sa carrière, d'autres films dans lesquels il tourne n'ont pas le succès escompté. La guerre survient, qui met un point final à celle-ci.
Barthelmess sert comme lieutenant dans la Naval Reserve. Il abandonne le cinéma par la suite et se retire à Long Island.
Il succombe à un cancer durant l'été 1963 à l'âge de soixante-huit ans et est inhumé au Ferncliff Cemetery d'Hartsdale aux États-Unis.

## Filmographie partielle

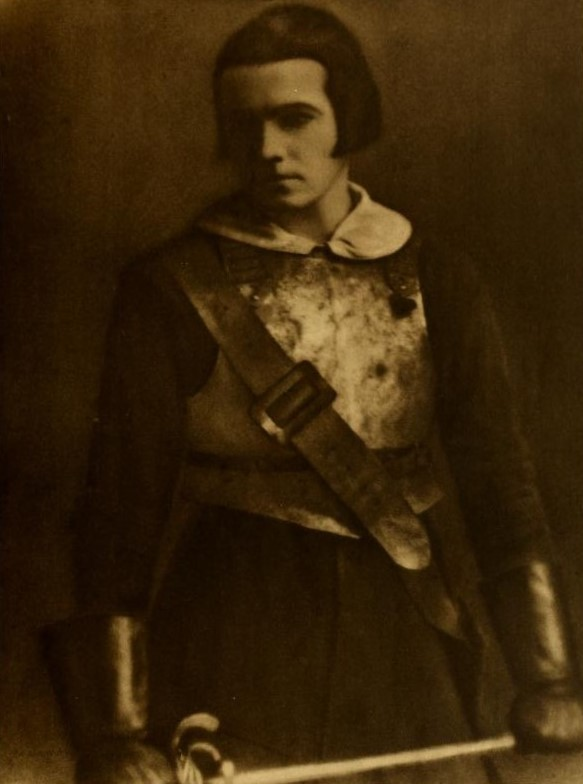
Richard Barthelmess dans le rôle de Karl Van Kerstenbroock dans The Fighting Blade (1923)

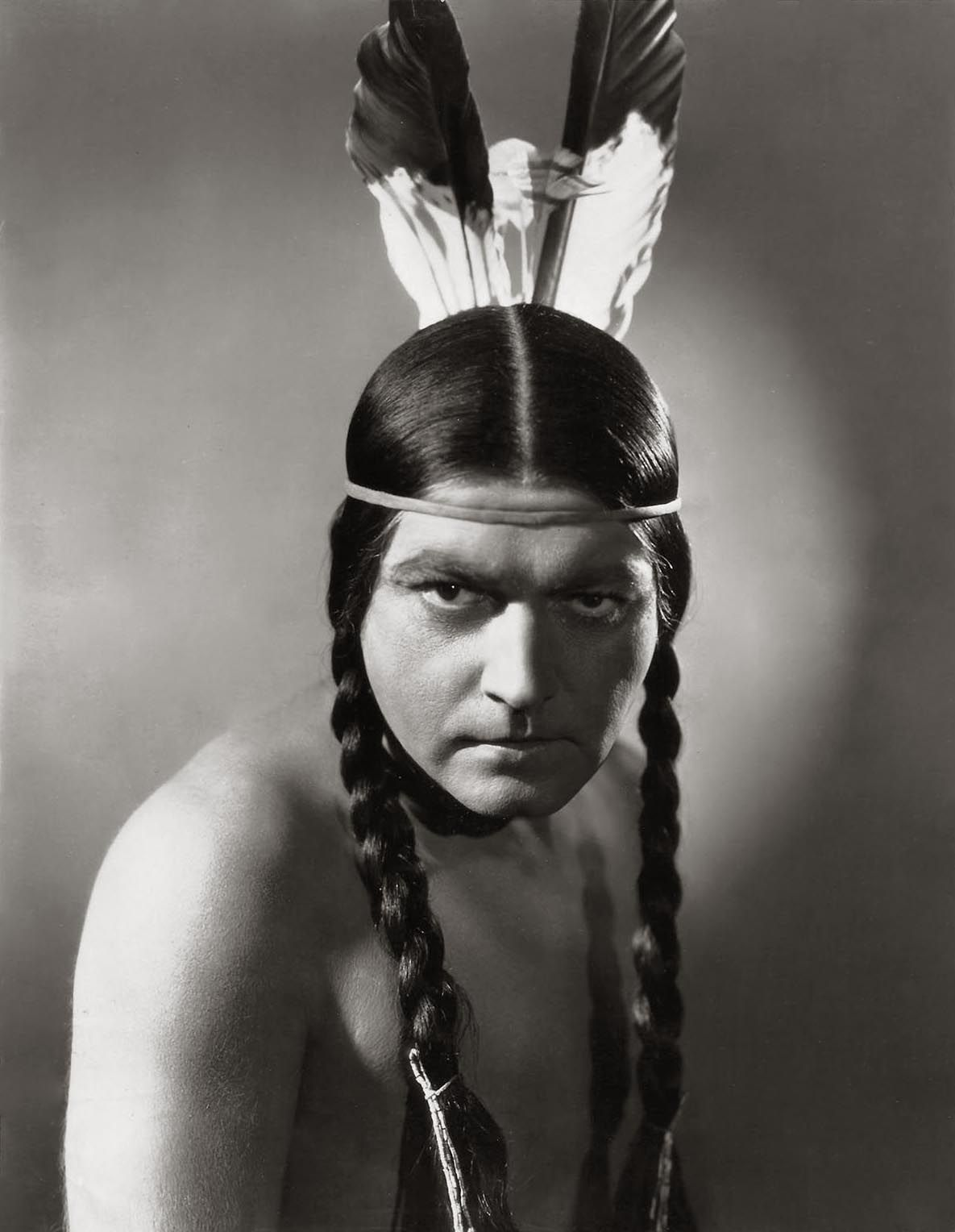
Richard Barthelmess dans Massacre (1934).

- 1916 : Épouses de guerre (War Brides) de Herbert Brenon : Arno
- 1916 : Snow White de J. Searle Dawley
- 1917 : Presque mariés (Nearly Married) de Chester Withey
- 1917 : Bab's Diary de J. Searle Dawley
- 1917 : Bab's Burglar de J. Searle Dawley
- 1917 : Camille de J. Gordon Edwards
- 1919 : Dans la tourmente (The Girl Who Stayed at Home de D. W. Griffith
- 1919 : Le Lys brisé (Broken Blossoms) de D. W. Griffith : Cheng Huan
- 1919 : Le Calvaire d'une mère (Scarlet Days) de D. W. Griffith : Alvarez
- 1920 : La Danseuse idole (The Idol Dancer) de D. W. Griffith : Dan McGuire
- 1920 : À travers l'orage (Way Down East) de D. W. Griffith : David Bartlett
- 1921 : David l'endurant (Tol'able David) de Henry King : David Kinemon
- 1923 : Le Vengeur (Fury) de Henry King
- 1923 : Le Châle aux fleurs de sang (The Bright Shawl) de John S. Robertson : Charles Abbott
- 1923 : The Fighting Blade, réalisé par John S. Robertson
- 1924 : Classmates de John S. Robertson
- 1925 : Soul-Fire réalisé par John S. Robertson
- 1926 : Ranson's Folly de Sidney Olcott : lieutenant Ranson
- 1926 : Un gentleman amateur (The Amateur Gentleman) de Sidney Olcott : Barnabas Barty
- 1926 : Sous le regard d'Allah (The White Black Sheep) de Sidney Olcott : Robert Kircain
- 1927 : Son plus beau combat (The Patent Leather Kid) d'Alfred Santell : Patent leather kid
- 1928 : The Noose de John Francis Dillon : Nickie Elkins
- 1928 : The Little Shepherd of Kingdom Come d'Alfred Santell : Chad Buford
- 1928 : La Danseuse captive (Scarlet Seas) de John Francis Dillon : Steven Dunkin
- 1929 : Le Torrent fatal (Weary River) de Frank Lloyd : Jerry Larrabee
- 1929 : Drag de Frank Lloyd : David Carroll
- 1929 : Young Nowheres de Frank Lloyd
- 1929 : The Show of Shows de John G. Adolfi : Lui-même
- 1930 : La Patrouille de l'aube (The Dawn Patrol) de Howard Hawks : Dick Courtney
- 1930 : Adios (The Lash) de Frank Lloyd
- 1931 : The Finger Points de John Francis Dillon
- 1931 : Le Dernier Vol (The Last Flight) de William Dieterle
- 1932 : Ombres vers le sud (Cabin in the cotton) de Michael Curtiz : Marvin Blake
- 1932 : Alias the Doctor de Lloyd Bacon et Michael Curtiz : Karl Brenner
- 1933 : Héros à vendre (Heroes for Sale) de William A. Wellman : Thomas Tom'Holmes
- 1933 : Le Signal (Central Airport) de William A. Wellman : James Blaine alias « Jim »
- 1934 : Un héros moderne (A Modern Hero) de Georg Wilhelm Pabst
- 1934 : Massacre d'Alan Crosland : Joe Thunderhorse
- 1934 : Midnight Alibi de Alan Crosland
- 1935 : Ultime Forfait (Four Hours to Kill!) de Mitchell Leisen
- 1936 : Spy of Napoleon de Maurice Elvey : Gerard de Lanoy
- 1939 : Seuls les anges ont des ailes (Only angels have wings) de Howard Hawks : Bat Kilgallen-MacPherson
- 1940 : L'Homme qui parlait trop (The Man Who Talked Too Much) de Vincent Sherman
- 1942 : Les Écumeurs (The Spoilers) de Ray Enright : Bronco Kid Farrow
- 1942 : Au coin de la Quarante-Quatrième rue (The Mayor of 44th Street) d'Alfred E. Green : Ed Kirby

## Production

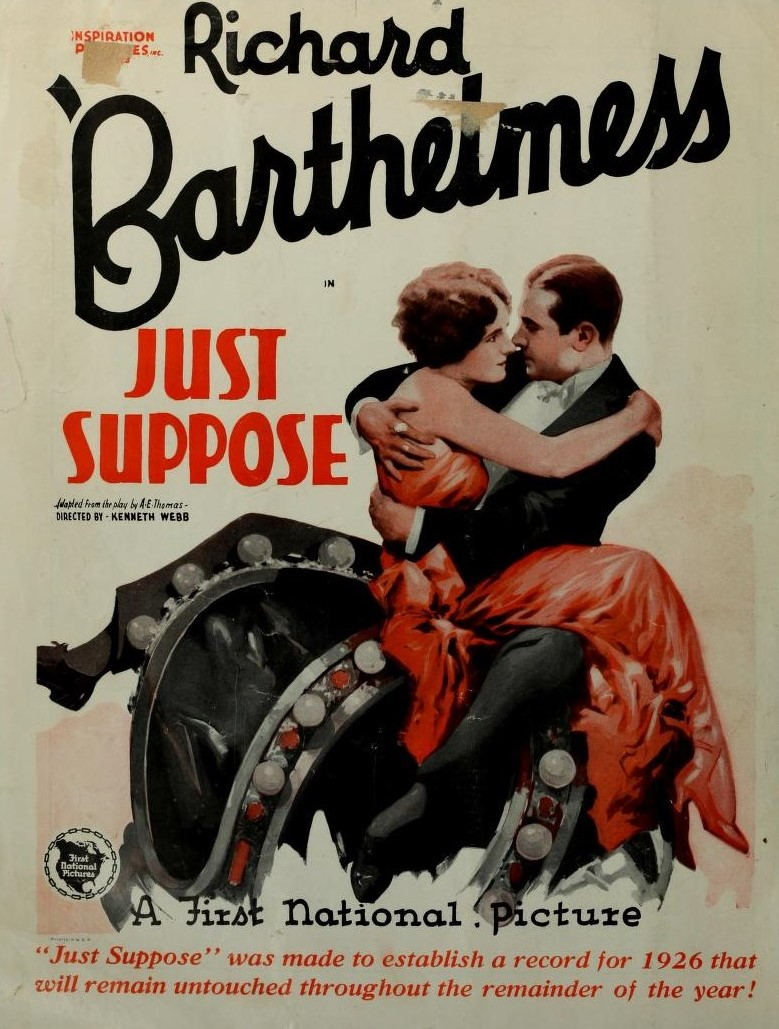
Just Suppose (1926).

- 1921 : The Cave Girl de Joseph Franz
- 1921 : David l'endurant (Tol'able David) de Henry King
- 1922 : The Seventh Day de Henry King
- 1922 : Sonny de Henry King
- 1922 : The Bond Boy de Henry King
- 1923 : Fury de Henry King
- 1923 : The Bright Shawl de John S. Robertson
- 1923 : Dans les laves du Vésuve (The White Sister) de Henry King
- 1923 : Twenty-One de John S. Robertson
- 1924 : The Enchanted Cottage de John S. Robertson
- 1924 : Classmates de John S. Robertson
- 1924 : Romola de Henry King
- 1925 : New Toys de John S. Robertson
- 1925 : Soul-Fire de John S. Robertson
- 1925 : Shore Leave (en) de John S. Robertson
- 1925 : The Beautiful City  de Kenneth S. Webb
- 1926 : Just Suppose de Kenneth S. Webb
- 1926 : Ranson's Folly de Sidney Olcott
- 1926 : Un gentleman amateur (The Amateur Gentleman) de Sidney Olcott : Barnabas Barty
- 1926 : Sous le regard d'Allah (The White Black Sheep) de Sidney Olcott : Robert Kircain
- 1927 : Resurrection d'Edwin Carewe
- 1928 : Ramona d'Edwin Carewe
- 1929 : She Goes to War  de Henry King
- 1930 : Sous le ciel des tropiques (Hell Harbor) de Henry King
- 1930 : The Eyes of the World  de Henry King

## Distinctions
Nommé comme meilleur acteur à la première Academy Awards en 1929.